# Зелений Острів (Гомельський район)
Зелений Острів (біл. Зялёны Востраў) — селище в Оздзелинській сільраді Гомельського району Гомельської області Білорусі.

## Географія

### Розташування
У 19 км на північний захід від Гомеля, 12 км від залізничної станції Лазурна (на лінії Жлобин — Гомель).

## Гідрографія
На заході меліоративні канали, з'єднані з річкою Белічанка (притока річки Уза).

## Історія
Засноване на початку XX століття переселенцями з сусідніх сіл. Найбільш активна забудова припала на 1920-ті роки. У 1926 році селище увійшло в Оздзелинську сільраду Уваровицького району Гомельського округу. У 1931 році його жителі вступили до колгоспу. Під час німецько-радянської війни 15 жителів загинули на фронті. У 1959 році в складі колгоспу імені С. М. Кірова (центр — село Оздзелино).

## Населення

### Чисельність
- 2004 — 17 господарств, 22 жителі.